# 淡肩角蟾
淡肩角蟾（学名：Boulenophrys boettgeri）为角蟾科布角蟾属的两栖动物。在中国大陆，分布于浙江、安徽、福建、江西、湖南、广东、广西、四川等地，常生活于山区溪流上游附近地区潮湿的草丛和碎石中。其生存的海拔下限为600米。该物种的模式产地在福建福州。

## 保护
本种于2023年被收录入《有重要生态、科学、社会价值的陆生野生动物名录》。